# Štěpán z Pálče
Štěpán z Pálče (ur. około 1370, zm. po 1422) – czeski uczony, duchowny i teolog katolicki o poglądach koncyliarystycznych; do 1412 roku bliski współpracownik Jana Husa, później jego przeciwnik. Uczestnik soboru w Konstancji.

## Życiorys
Prawdopodobnie pochodził ze wsi Páleč.
W 1386 roku uzyskał bakalaureat, a w 1391 roku tytuł magistra sztuk wyzwolonych. W 1394 roku otrzymał święcenia kapłańskie. W 1399 roku był dziekanem wydziału sztuk wyzwolonych, a rok później rektorem Uniwersytetu Karola. W 1402 roku uzyskał tytuł bakałarza teologii, a w 1411 roku tytuł magistra (w niektórych źródłach występuje także ze stopniem doktora). Podczas pracy na uniwersytecie związał się z Janem Husem, Hieronimem z Pragi, Jakubkiem ze Stříbra i Stanisławem ze Znojma. Od 1397 roku wraz z Stanisławem ze Znojma wykładał na uniwersytecie nauki Jana Wiklefa.
Jako duchowny pełnił m.in. funkcję archidiakona w Kutnej Horze oraz proboszcza w Kouřim. W 1408 roku, wraz ze Stanisławem ze Znojma został wysłany na sobór w Pizie, podczas podróży zostali jednak pojmani i uwięzieni w Bolonii pod zarzutem szerzenia herezji. W 1409 roku, w wyniku interwencji króla Wacława IV, powrócili do Czech. 
W 1412 roku pełnił funkcję dziekana wydziału teologicznego Uniwersytetu Karola, w tym samym roku popadł w konflikt z Janem Husem i zerwał z ideologią husycką. W 1413 roku uzyskał godność kanonika praskiej kolegiaty Wszystkich Świętych, niedługo później popadł w konflikt z Wacławem IV, został pozbawiony urzędów i wygnany z kraju.
Brał udział w soborze w Konstancji, podczas którego zeznawał w procesie Jana Husa, określając go jako jednego z najgorszych heretyków. Promował poglądy koncyliaryzmu, podczas soboru współpracował z polską delegacją. Po spaleniu Jana Husa wyjechał do Polski, od 1418 roku wykładał na Uniwersytecie Krakowskim, pełnił także funkcję archidiakona w Kaliszu. Zmarł po 1422 roku, prawdopodobnie w Kaliszu.

## Twórczość
Jest autorem m.in. traktatów De ecclesia (1412), De auctoritate Romanae ecclesiae, De potestate clavium i De potestate clavium.